# Ewald von Trosky

Ewald von Trosky

Ewald von Trosky (* 7. August 1786 in Groß Jehser; † 31. Mai 1827 in Cabel) war ein königlich-preußischer Landrat.

## Leben
Ewald von Trosky war ein Sohn der Gutsherrentochter Wilhelmine von Stutterheim-Falkenberg (* 1746; † 1808) und des Oberamts-Regierungspräsident August Wilhelm von Trosky (* 1746; † 1808) auf Gut Groß Jehser. Der Vater war u. a. auch Vormund der jungen Grafen zu Lynar-Lübbenau. Für seine Leistungen wurde dem Vater posthum eine Art Landesstipendium in Form einer Stiftung eingerichtet. Ewald von Trosky hatte eine jüngere Schwester Kora (* 1788; † 1815), verheiratet mit einem preuß. Ober-Regierungsrat Freiherrn Carl Georg Friedrich von Rechenberg, deren Nachfahren teils in auch Cabel lebten.
Trosky ging in Gotha auf das Gymnasium und in Halle an das dortige Pädagogium Franckesche Stiftungen. Für ein Studium der Rechtswissenschaften besuchte er die Universität Leipzig.
Anschließend war er bis zur Landesveränderung im Jahr 1815 erst Landesdeputierter, dann Landesältester des sächsischen Kreises Lübben und von 1816 bis zu seinem Tod 1827 erster Landrat des nun königlich-preußischen Landkreises Lübben. Er hatte seine Wohnung und Geschäftsräume im Oberamtshaus Lübben.
1824 erhielt er den Roten Adlerorden 3. Klasse und war zeitweise schriftstellerisch als Familiengenealoge tätig.
Trosky heiratete Wilhelmine Sophie Johanne von Wilucka (* 1793; † 1867) und lebte ab 1809 in Cabel im Landkreis Calau, dem Gut des Schwiegervaters, des kgl. sächs. Hauptmanns Ad. Siegmund von Wilucki-Cabel und der Friedrike M. Christiane von Mühlen. Ewald von Trosky starb 1827 kinderlos nach schwerer Krankheit.
Ewald von Trosky war Patron u. a. der Dorfkirche Uckro.